# Войтас, Борис Иванович
Борис Иванович Войтас (21 января 1937, Ленинград — 11 января 2006, Рига) — тренер по лёгкой атлетике. Был первым тренером Валерия Борзова, позднее тренировал сборную Сирии, воспитал единственную олимпийскую чемпионку в истории Сирии Гаду Шуа, в дальнейшем работал тренером по лёгкой атлетике в Саудовской Аравии. Заслуженный тренер Украинской ССР.

## Биография
Окончил Гродненский техникум физической культуры в 1955 году.
Считается, что именно Борис Войтас во время работы в Новой Каховке разглядел в В. Борзове будущего чемпиона. Через много лет Валерий Филиппович вспоминал о фотографии, подаренной первым наставником с пророческой надписью «Будущему олимпийскому чемпиону Валерию Борзову». Войтас применял к своим ученикам авторскую методику.
В начале 90-х Борис Иванович работает главным тренером сборной Сирии по лёгкой атлетике, именно он обнаруживает талант баскетболистки Гады Шуа и переводит её в лёгкую атлетику. Под его личным руководством с 1991 по 1994 год Гада быстро прогрессирует и в дальнейшем добивается выдающихся результатов в семиборье, работая уже с Кимом Буханцовым, становится чемпионкой мира в 1995 году в Гётеборге и олимпийской чемпионкой Атланты в 1996 году, являясь единственным олимпийским чемпионом этой страны по сей день.
До самой смерти Б. Войтас был бессменным тренером сборной Саудовской Аравии по лёгкой атлетике. После его смерти работу с учениками Войтаса продолжил его ассистент Мутлаг Махди.
Среди учеников тренера были такие чемпионы, как Яхъя Хабиб, Яхъя Аль-Гахес.